# Droga wojewódzka 769
Die Droga wojewódzka 769 (DW 769) ist eine 14 Kilometer lange Droga wojewódzka (Woiwodschaftsstraße) in der polnischen Woiwodschaft Masowien, die den Bahnhof von Góra Kalwaria mit der Droga krajowa 79 verbindet. Die Strecke liegt im Powiat Piaseczyński.

## Streckenverlauf
Woiwodschaft Masowien, Powiat Piaseczyński
-  Góra Kalwaria (DK 50, DK 79, DW 680, DW 724, DW 739)